# Haveli

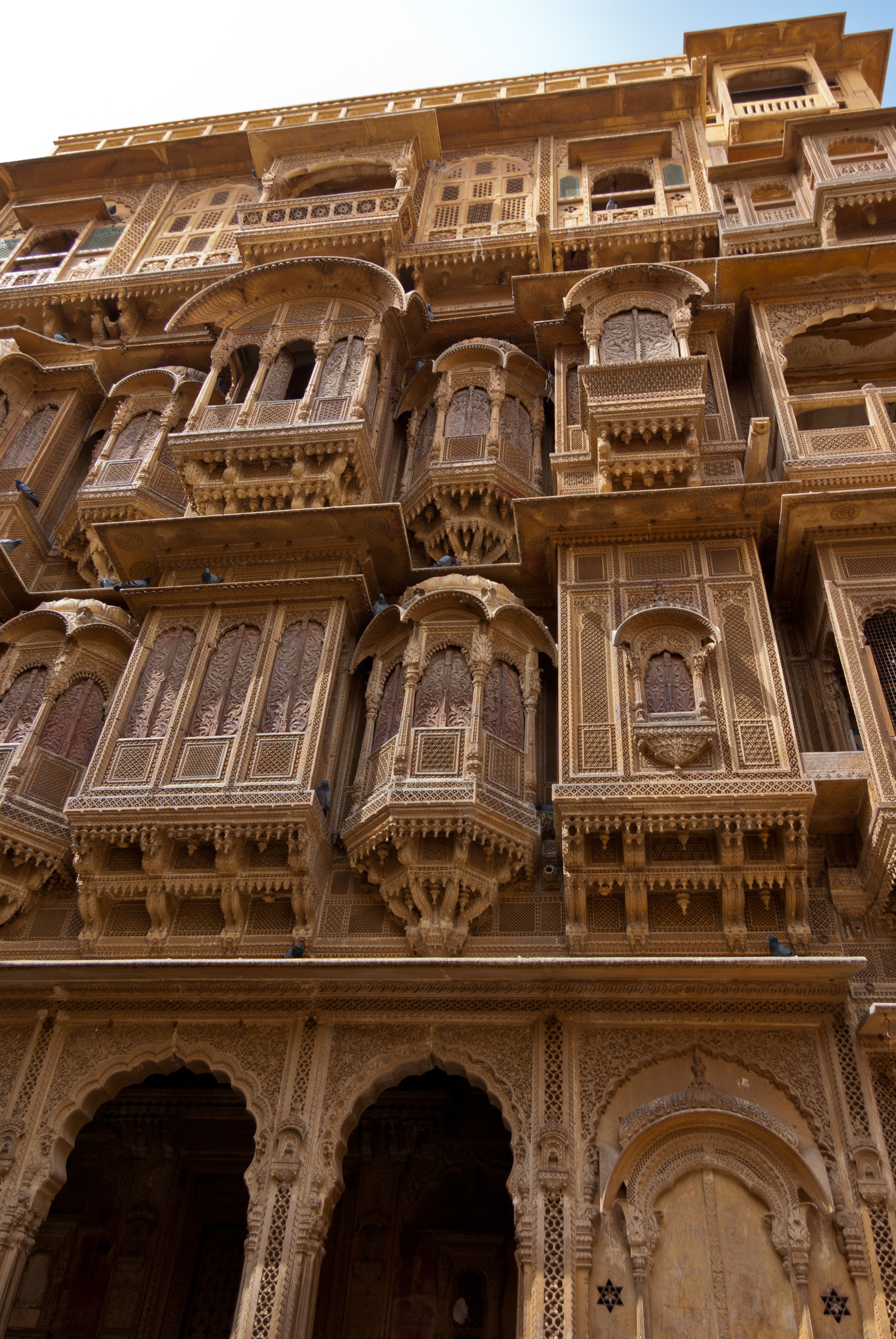
Patwon Ji ki Haveli, Jaisalmer, Rajasthan

Haveli è un termine generico per indicare una casa cittadina tradizionale in India, Pakistan, Nepal e Bangladesh, normalmente di carattere storico e architettonico. Il termine haveli deriva dall'arabo haveli, che significa "tramezzo" o "spazio privato" divenuto popolare sotto l'impero Moghul e privo di qualsiasi riferimento allo stile architettonico. Successivamente, il termine haveli venne usato per descrivere diversi stili regionali di magioni, palazzi cittadini e templi in India, Pakistan, Nepal e Bangladesh.

## Storia

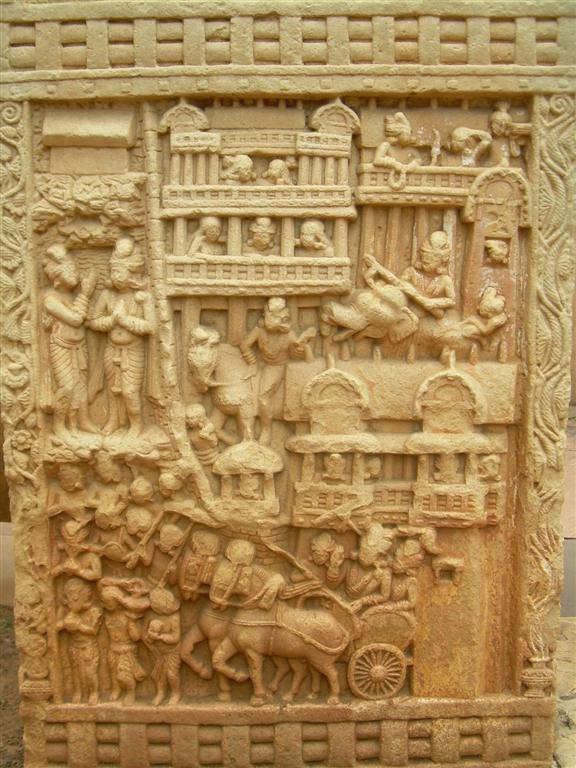
Struttura multipiano e munita di balconi realizzata nel periodo dell'impero Mauryan, III secolo a.C.

Le case a corte tradizionali, in Asia meridionale, erano costruite secondo gli antichi principi del Vastu Shastra. il quale stabiliva che tutti gli spazi emergono da un unico punto, che è il centro della casa. I cortili erano caratteristica comune nell'architettura dell'India meridionale. Le prime testimonianze archeologiche di case a corte nella regione risale al 2600-2450 a.C. Le case tradizioni nell'Asia meridionale erano costruita attorno ad un cortile e tutte le attività familiari si svolgeva nel chowk o cortile. Inoltre, il cortile fungeva da pozzo di luce e realizzava una ventilazione efficace nei climi caldi e secchi dell'Asia del Sud. Durante il periodo medievale, il termine Haveli è stato usato nella regione Rajputana, dalla setta Vaishnava, per riferirsi ai loro templi in Gujarat sotto l'Impero Moghul e i regni della Rajputana. Più tardi, il termine generico Haveli venne a identificare una residenza o palazzo della classe dei mercanti.

### Caratteristiche

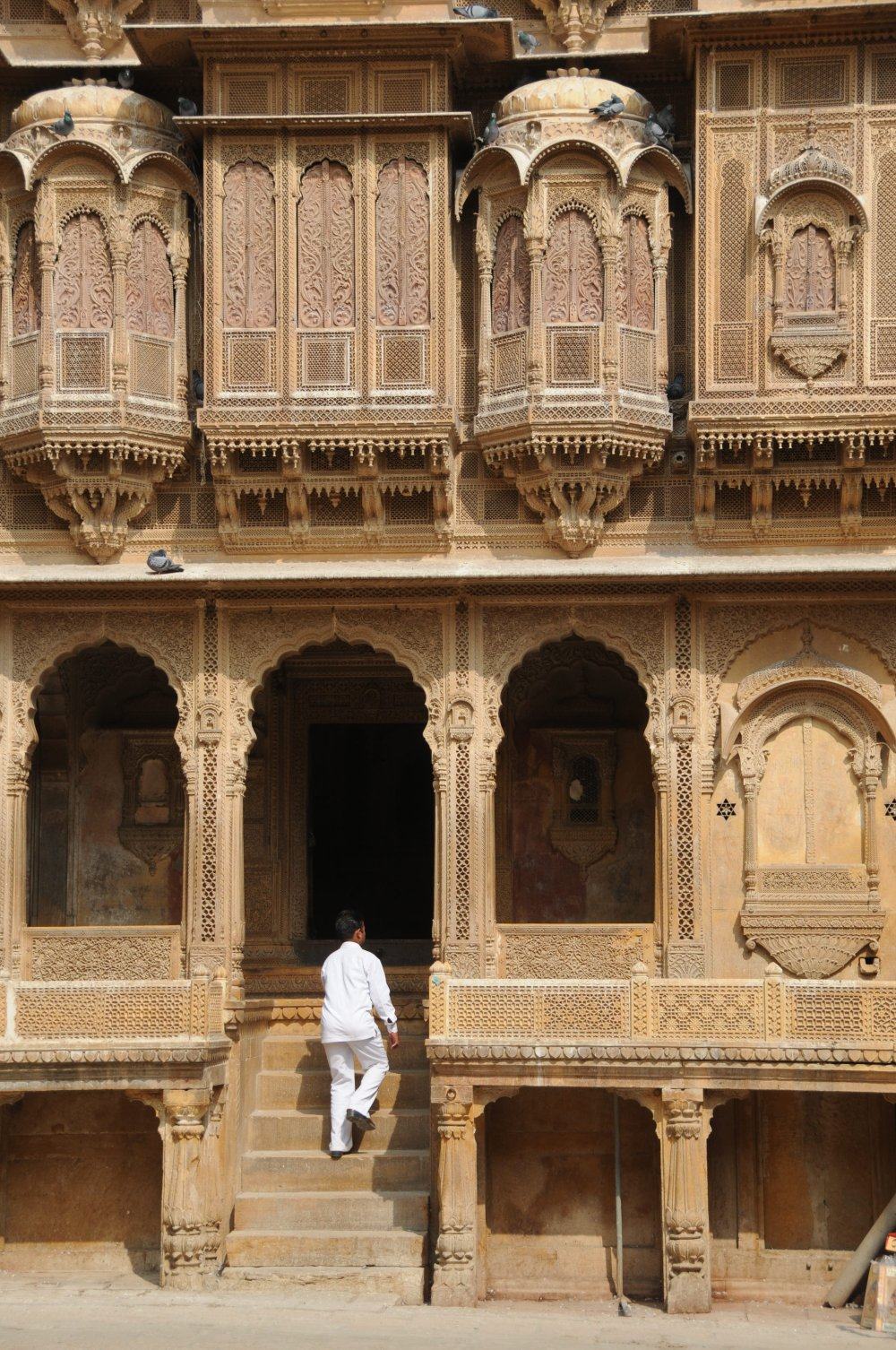
Haveli cittadino con finestre Jarokha.

- Aspetti socio-culturali: il chowk o cortile era il centro di diverse cerimonie e rituali. La sacra pianta tulsi si trovava lì e adorata giornalmente per dare prosperità alla casa.
- Sicurezza e riservatezza: il chowk, all'epoca, separava le aree destinate agli uomini da quelle destinate alle donne, e consentiva la riservatezza.
- Clima: costituiva uno spazio aperto, nella progettazione degli edifici, per rispondere al clima locale. Il movimento dell'aria causato dalla differenze di temperatura veniva utilizzato come ventilazione naturale dell'edificio.
- Differenti attività in momenti diversi: la corte durante il giorno, era lo più usata dalle donne per svolgere il loro lavoro e interagire con le altre donne in uno spazio privato all'aperto. Le case della classe mercantile avevano più di un cortile.
- Articolazione dello spazio: Nel Mor chowk del City Palace di Udaipur, il cortile era considerato come sala da ballo. Similmente, nelle haveli il cortile aveva diverse funzioni, ed era utilizzato normalmente per matrimoni ed altre feste.
- Materiali: erano realizzate mattoni, arenaria, marmo, legno, gesso e granito. Gli aspetti decorativi erano influenzati dalla cultura e dalle tradizioni locali.

Tutti questi elementi si univano per formare un recinto e dare al chowk una sensazione di protezione. La forma architettonica nella costruzione degli haveli si è evoluta in risposta al clima, allo stile di vita e alla disponibilità di materiali. Nei climi caldi, in cui il raffreddamento è una necessità, gli edifici con cortili interni erano considerati i più appropriati. Costituivano una tecnica di ombreggiatura perfetta, consentendo che la luce arrivasse all'interno. Le arcate lungo il cortile, o l'alto muro attorno ad esso, mantenevano freschi gli interni.
Molte delle haveli di India e Pakistan erano influenzate dall'architettura del Rajasthan. Esse normalmente erano dotate di un cortile, spesso con una fontana al centro. Le antiche città di Agra, Lucknow e Delhi in India e Lahore, Multan, Peshawar, Hyderabad in Pakistan, hanno diversi esempi di haveli in stile Rajsthan.

## Famose haveli in India
Il termine Haveli venne usato per la prima volta nel Rajputana dalla setta Vaishnava per riferirsi ai loro templi nel Gujarat. Nel nord dell'India, le haveli per il dio Krishna sono prevalenti con palazzi enormi. Esse sono note per i loro affreschi raffiguranti immagini di dei, dee, animali, scene della colonizzazione britannica, e storie di vita degli dei Rāma e Krishna. La musica era nota come Haveli Sangeet.

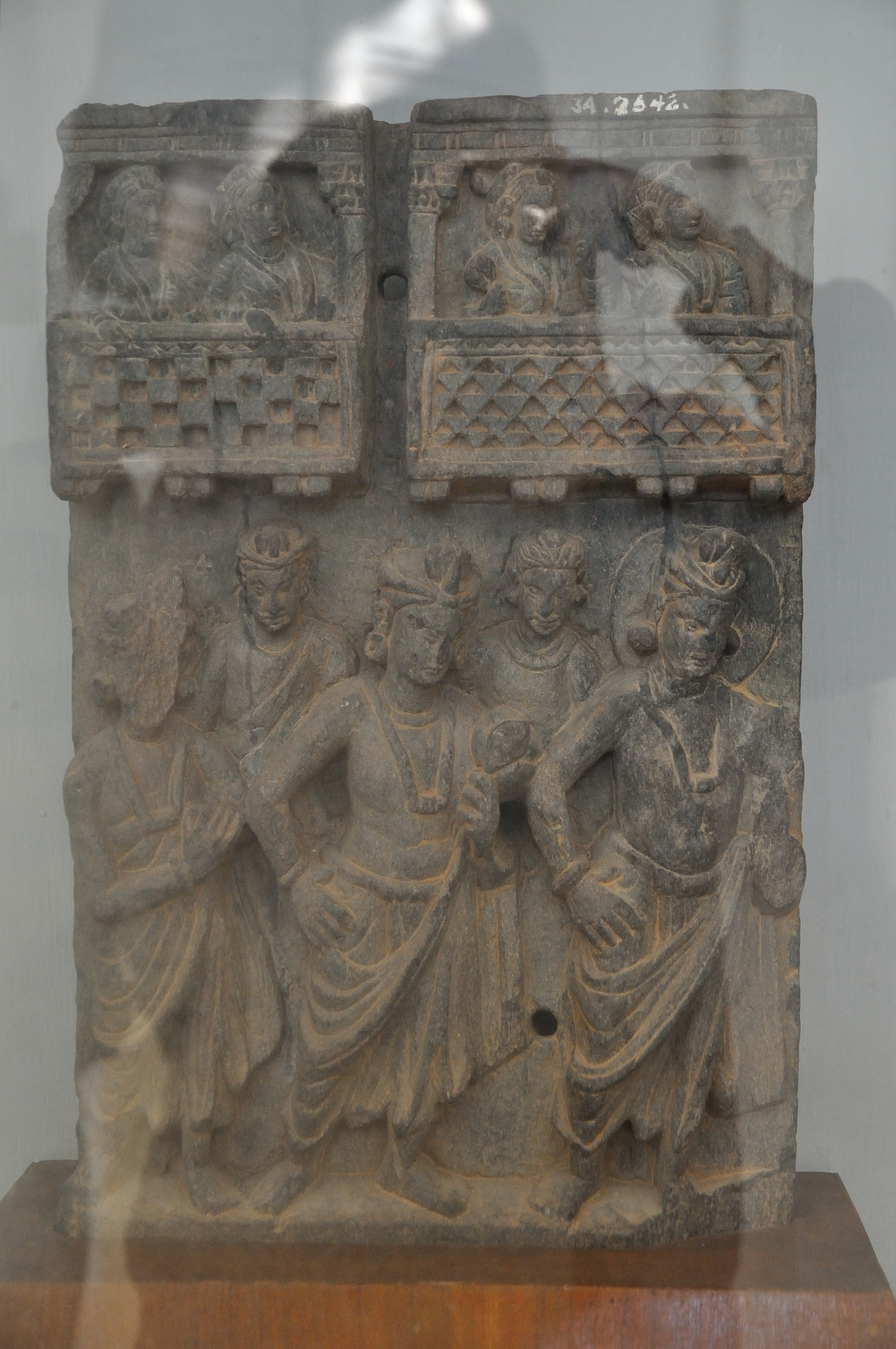
Bassorilievo illustrante le prime forme di finestre Jarokha, I secolo.

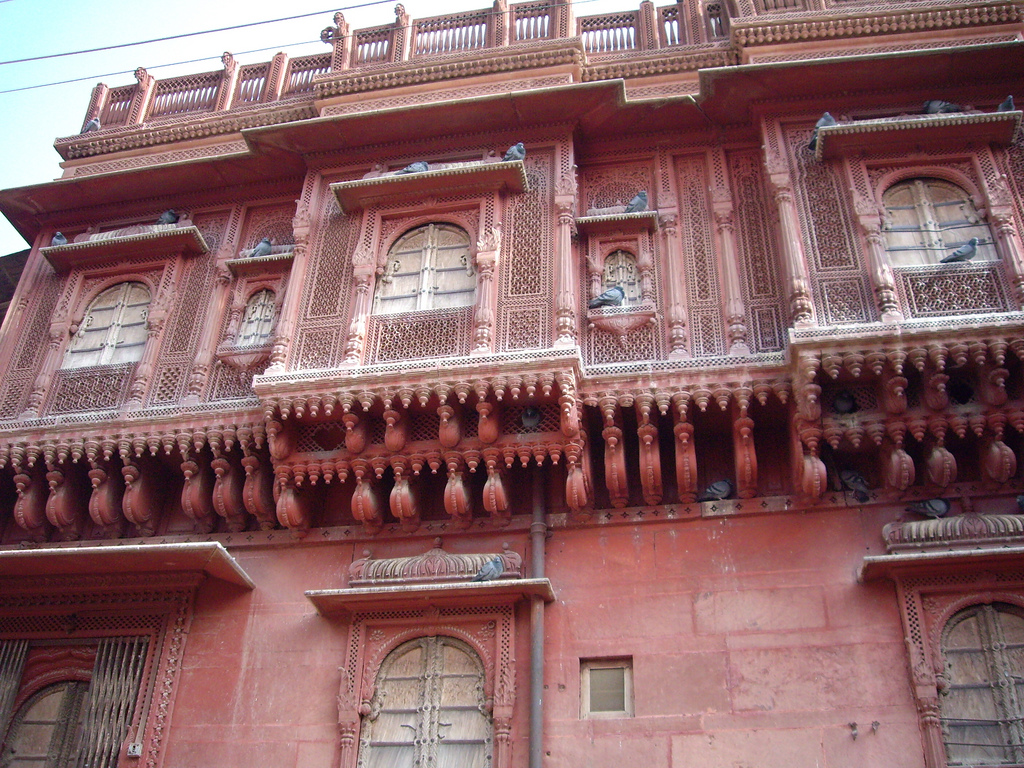
Una Haveli a Phalodi, Rajputana

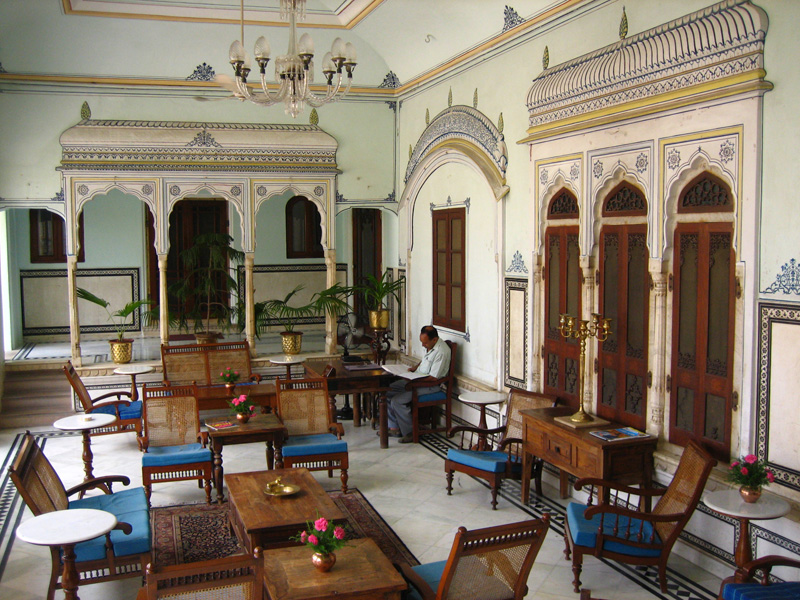
Lounge nel Samode Haveli, Jaipur, Rajputana

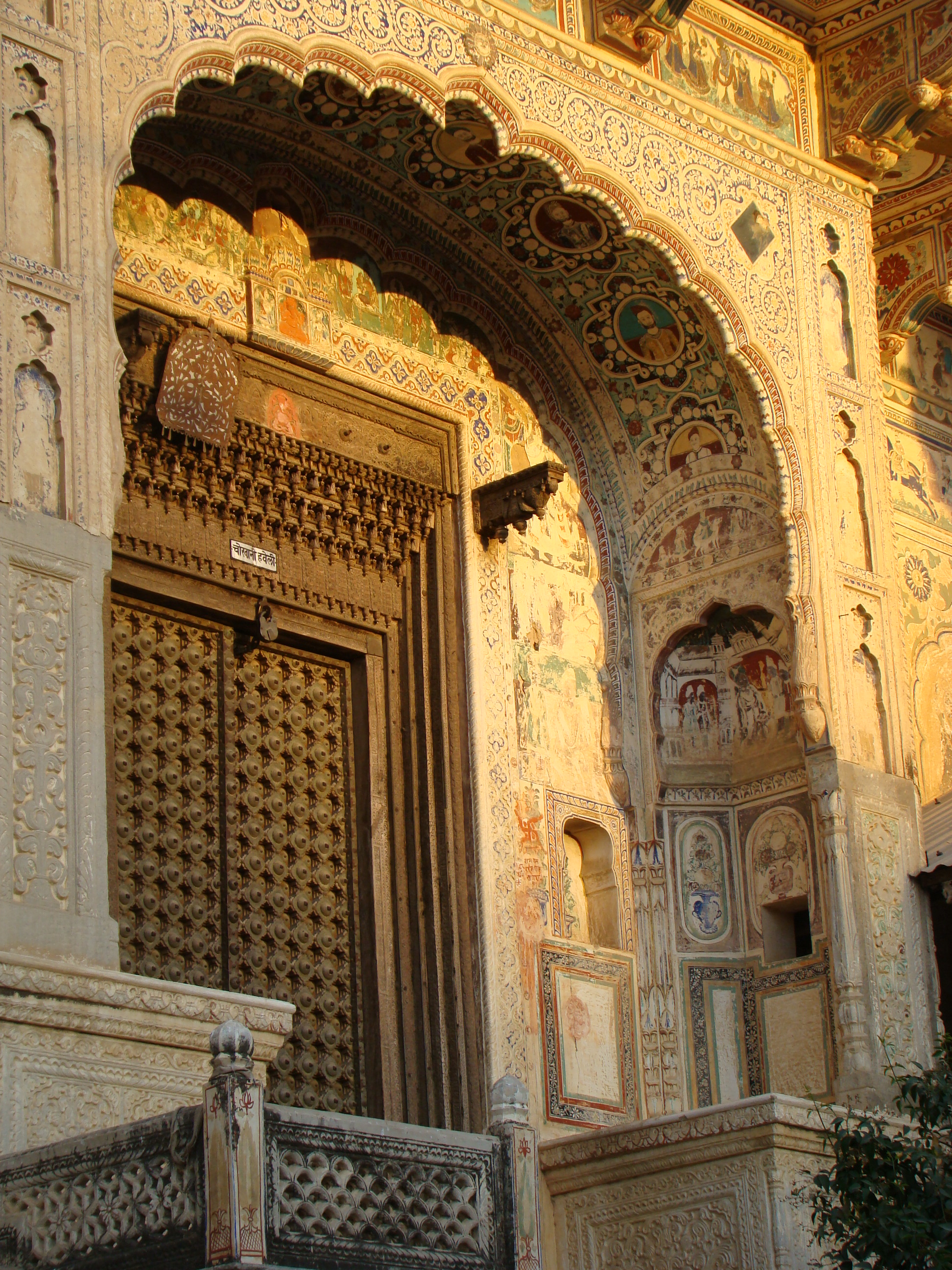
Haveli a Mandawa, Rajputana

Successivamente queste architetture di templi e gli affreschi sono state utilizzate per la costruzione di enormi singoli palazzi e ora la parola è comunemente usata per riferirsi ai palazzi stessi. Tra il 1830 e il 1930, i Marwari costruirono palazzi nella loro regione, a Shekhawati e a Marwar. Questi edifici vennero chiamati haveli. I Marwaris commissionarono ad artisti di dipingere questi edifici che erano pesantemente influenzati dall'architettura moghul.
Le haveli erano uno status simbol per i Marwari poiché erano progettate per ospitare le loro estese famiglie, assicurando loro sicurezza e comfort e separandole dal mondo esterno. Le haveli erano chiuse da tutti i lati da mura in cui si apriva un grande portone principale.
Le tipiche haveli dello Shekhawati avevano due cortili — uno esterno per gli uomini, che serviva come una soglia estesa, e quello interno, dominio delle donne. Le più grandi haveli potevano avere fino a tre o quattro cortili ed erano costituite da due o tre piani. La maggior parte delle haveli sono disabitate al giorno d'oggi o sono mantenute da un guardiano (in genere un uomo anziano). Molte altre sono state trasformate in alberghi o luoghi di attrazione turistica.
Le città e villaggi dello Shekhawati sono famosi per i begli affreschi sulle pareti dei loro haveli, al punto da essere divenute attrazioni turistiche.
Le haveli site all'interno e all'esterno del Forte Jaisalmer (conosciuto anche come Golden Fort), situate a Jaisalmer, Rajasthan, sono note come Patwon Ki Haveli, Salim Singh Ki Haveli e Nathmal-Ki Haveli. Erano le elaborate dimore di ricchi mercanti di Jaisalmer. Le ostentanti sculture incise nell'arenaria con infiniti dettagli e poi faticosamente messe insieme in diversi modelli uno più sontuoso dell'altro, sono state commissionate per mettere in mostra lo stato e la ricchezza del proprietario. Intorno a Jaisalmer, sono in genere scolpite nell'arenaria gialla. Sono spesso caratterizzate da pitture murali, affreschi, Jarokha (balconi) e archi.
La Patwon Ji ki Haveli è la più importante e grande, e fu la prima ad essere costruita a Jaisalmer. Non è una singola haveli ma un gruppo di 5 piccole haveli. La prima del gruppo è anche la più polare, ed è nota anche come Kothari's Patwa Haveli. La prima di queste venne commissionata e costruita nel 1805 da Guman Chand Patwa, al tempo un ricco mercante di gioielli e fini broccati, ed è la più grande e ricca. Patwa era un uomo ricco ed un noto commerciante del suo tempo e poté permettersi di ordinare la costruzione di abitazioni per ognuno dei suoi cinque figli. Queste vennero completate nel corso di 50 anni. Tutte le cinque case vennero costruite nei primi 60 anni del XIX secolo.
Patwon Ji Ki per i suoi dipinti murali, per le sculture nell'arenaria gialla, per le sue jarokha (balconi), porte ed archi. Anche se l'edificio è realizzato in arenaria gialla, l'ingresso principale è marrone.

## Famose haveli in Pakistan

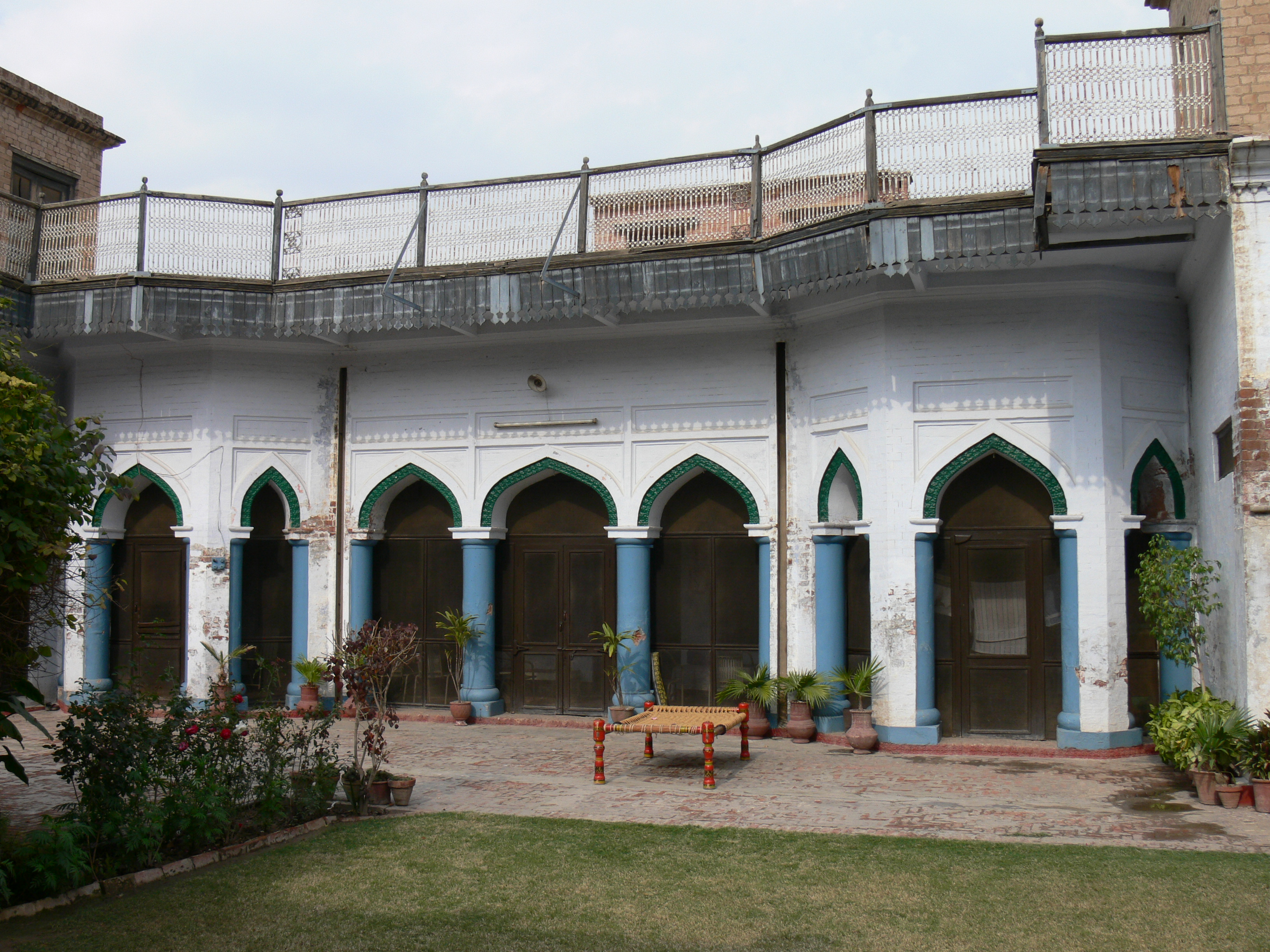
Saad Manzil, la haveli di Amir Habibullah Khan Saadi a Kamalia in Pakistan

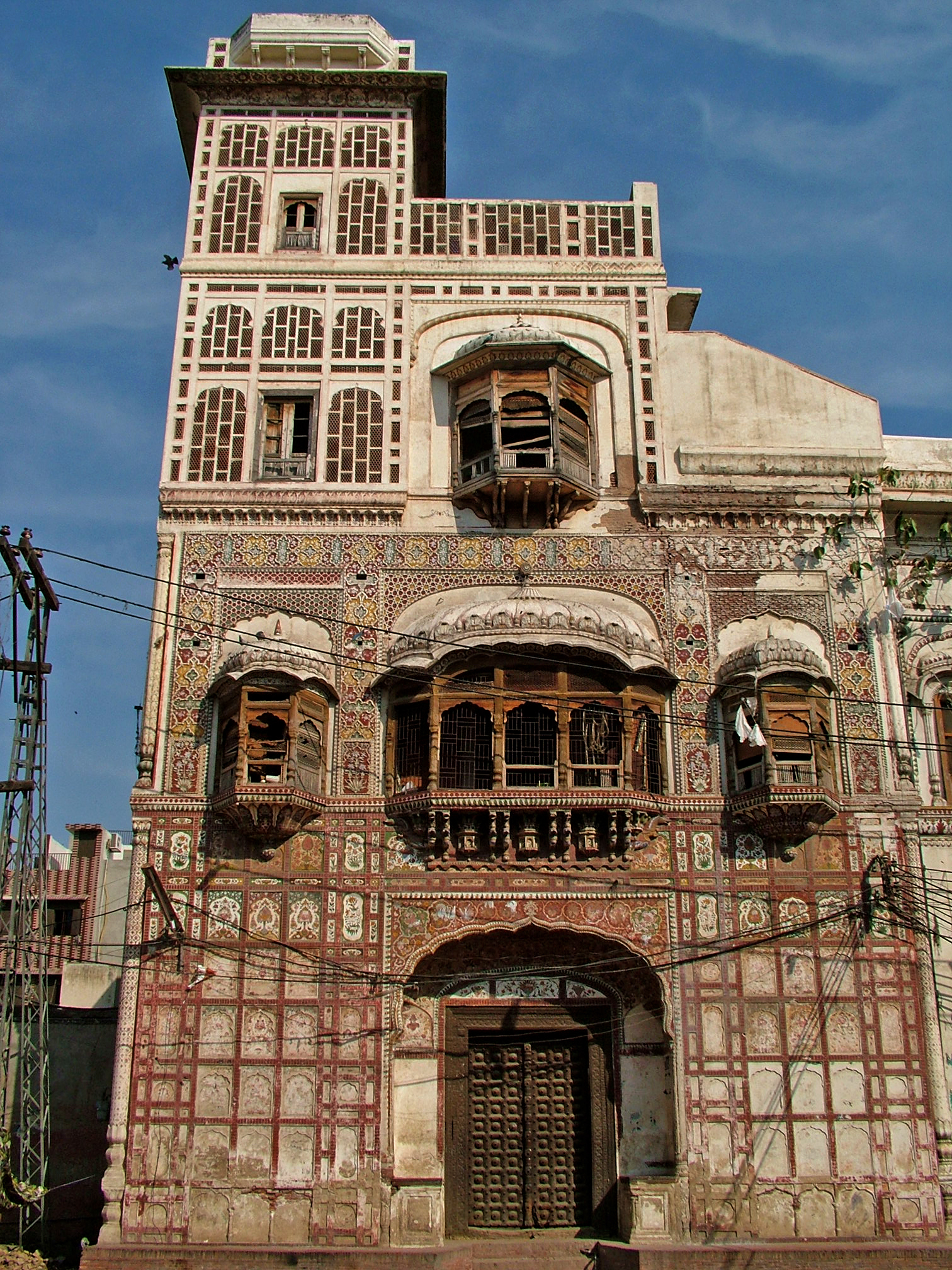
Lhaveli di Nau Nihal Singh, nipote del Maharaja Ranjit Singh del Punjab, Lahore, Pakistan

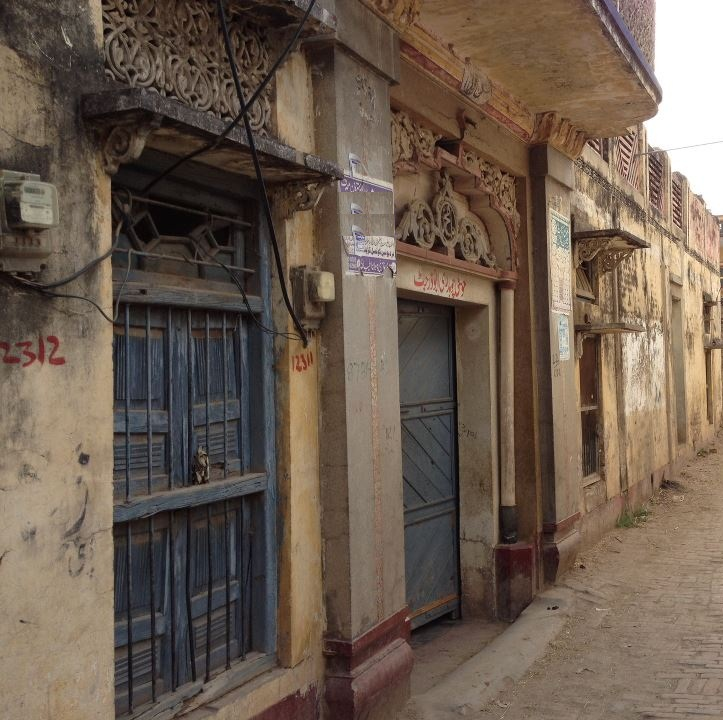
Janjua Haveli, di Haji Abdul Haq Janjua a Malowal, Gujrat, Pakistan

Esiste un certo numero di storiche e architettonicamente significative haveli in Pakistan, la maggior parte delle quali situate nella provincia del Punjab e costruite durante periodo Moghul.
Sotto è una lista di haveli del Pakistan:
- Haveli Awais Meer in Walled city Lahore
- Kapoor Haveli a Peshawar
- Fakir Khana Haveli e museo, a Lahore
- Mubarak Haveli a Lahore
- Haveli Asif Jah a Lahore
- Haveli Wajid Ali Shah a Lahore
- Choona Mandi Haveli a Lahore
- Haveli Nau Nihal Singh a Lahore
- Haveli Barood Khana a Lahore
- Lal Haveli o Chandu Di Haveli a Lahore
- Haveli Man Singh a Jhelum
- Lal Haveli a Rawalpindi
- Saad Manzil a Kamalia
- Khan Club a Peshawar
- Waziristan Haveli ad Abbottabad, casa di Osama bin Laden
- Janjua Haveli a Malowal, Gujrat, Pakistan
- Haveli Mubashar Ali Janjua, a Matore, Kahuta, Rawalpindi

## Haveli nella cultura di massa
Haveli è anche un romanzo di Suzanne Fisher Staples ed è il sequel di Shabanu: Daughter of the Wind. La storia si svolge in una splendida haveli a Lahore, Pakistan.